# Ly khai
Ly khai, chủ nghĩa ly khai hay sự chia tách là một hành động dân tộc chủ nghĩa có yếu tố muốn đòi độc lập, tách ra khỏi chính quốc để thành lập một quốc gia riêng của một nhóm người nào đó trong một quốc gia chung. Các phong trào ly khai thường nhìn thấy ở các quốc gia đa tôn giáo, đa dân tộc.

## Nguyên nhân của sự ly khai
Có thể do bất đồng khi phải sống chung với nhau trong một quốc gia khi mà nhiều nhóm người trong quốc gia đó có nhiều dân tộc với các nét văn hóa khác nhau nên khi sống chung có thể họ sẽ đối đầu nhau về sự khác biệt phong tục, tôn giáo, chính trị dẫn đến xung đột sắc tộc, tôn giáo,... và phải sống riêng bằng cách bỏ phiếu ly khai, ví dụ như phong trào ly khai gần đây ở một số nước Đông Nam Á là ví dụ điển hình. Tuy nhiên, phong trào ly khai cũng có thể bắt nguồn từ yếu tố kinh tế, ví dụ như xứ Catalunya muốn ly khai khỏi Tây Ban Nha để có nền kinh tế phát triển hơn.

## Các hành động kèm theo
Ly khai thường kèm theo bao gồm các hành động mang tính cực đoan như nội chiến, đánh bom,...

## Khác
Cụm từ "ly khai" đôi khi còn dùng trong vài trường hợp như một đảng viên nào đó ly khai khỏi đảng của mình,...